# فریزلی

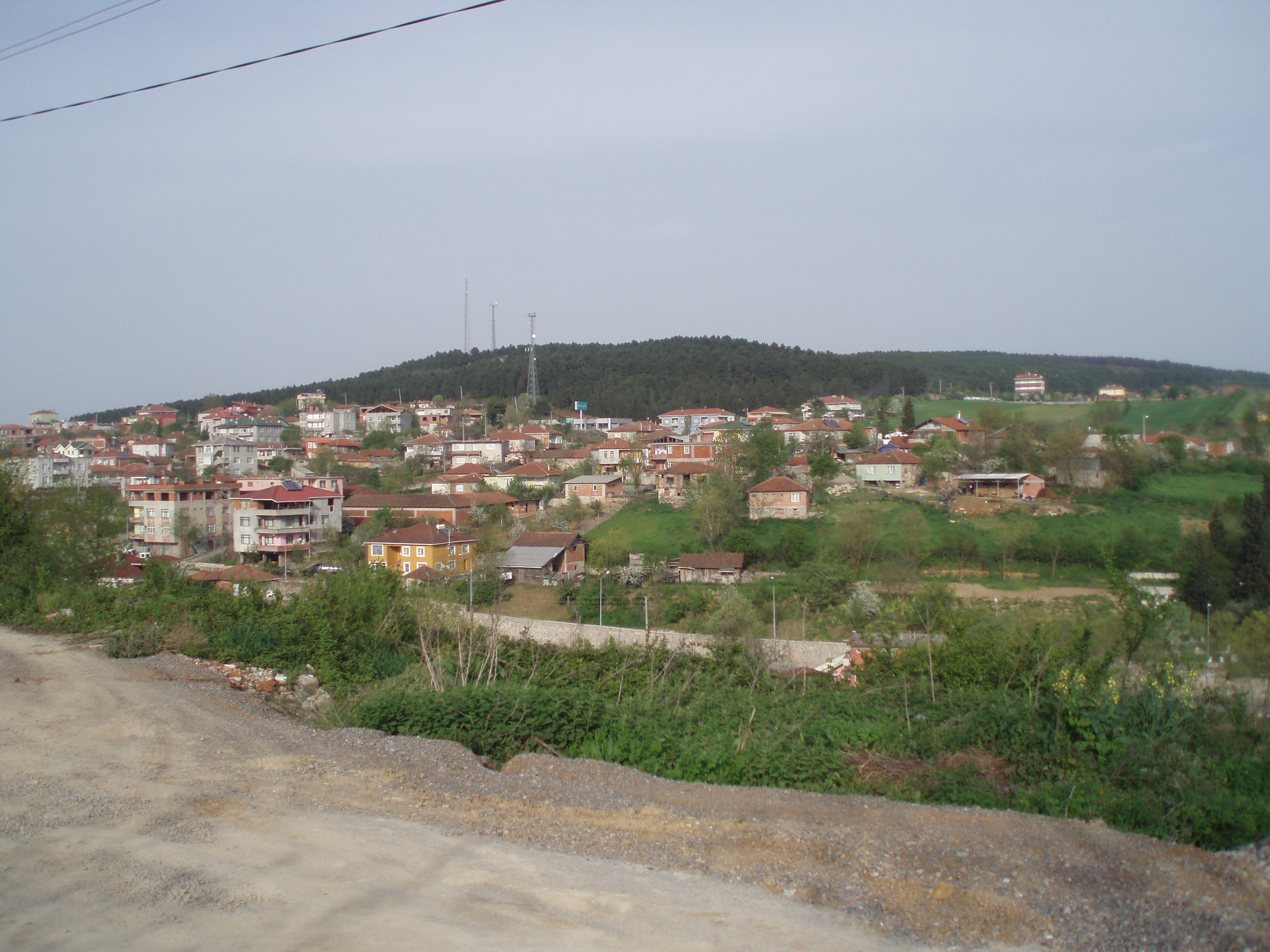
نمایی از شهر فریزلی

فریزلی (به ترکی استانبولی: Ferizli) یک منطقهٔ مسکونی در ترکیه است که در استان سقاریه واقع شده‌است.